# Petra Cetkovská
Petra Cetkovská (Prostějov, Csehszlovákia; 1985. február 8. –) macedón származású cseh hivatásos teniszezőnő, olimpikon, párosban kétszeres junior Grand Slam-tornagyőztes.
Junior évei alatt a lánypárosok versenyében 2001-ben megnyerte az Australian Opent és a Roland Garrost, és döntőt játszott a 2003-as Australian Openen. A junior lányok között vezette a páros világranglistát, egyéniben az 5. hely volt a legjobb helyezése.
A felnőtt mezőnyben a legjobb Grand Slam-eredményét a 2008-as Roland Garroson, valamint 2011-ben Wimledonban érte el, ahol a nyolcaddöntőig jutott.
2000–2016 közötti pályafutása során két páros WTA-tornát nyert meg, emellett 23 egyéni és 25 ITF-tornán végzett az első helyen.
Csehország képviseletében részt vett a 2012-es londoni olimpia egyéni és páros versenyében. 2011-ben, 2002-ben és 2008-ban tagja volt Csehország Fed-kupa-válogatottjának.
Utolsó mérkőzését 2016 júliusában játszotta egy prágai ITF-tornán.

## Junior Grand Slam döntői

### Páros

#### Győzelmek (2)
| Év   | Bajnokság       | Borítás | Partner          | Ellenfél                             | Eredmény         |
| ---- | --------------- | ------- | ---------------- | ------------------------------------ | ---------------- |
| 2001 | Australian Open | Kemény  | Barbora Strýcová | Anna Bastrikova Szvetlana Kuznyecova | 7–6(3), 1–6, 6–4 |
| 2001 | Roland Garros   | Salak   | Renata Voráčová  | Neyssa Etienne Annette Kolb          | 6–2, 6–3         |

#### Elveszített döntői (1)
| Év   | Bajnokság       | Borítás | Partner          | Ellenfél                      | Eredmény          |
| ---- | --------------- | ------- | ---------------- | ----------------------------- | ----------------- |
| 2003 | Australian Open | Kemény  | Barbora Strýcová | Casey Dellacqua Adriana Szili | 3–6, 4–4 feladták |

## WTA-döntői

### Páros

#### Győzelmei (2)
| Összesítés           |                        |
| Grand Slam-torna (0) |                        |
| Tier I (0)           | Premier Mandatory* (0) |
| Tier II (0)          | Premier Five* (0)      |
| Tier III (0)         | Premier* (0)           |
| Tier IV (1)          | International* (1)     |
| Tier V (0)           | Challenger* (0)        |

* 2009-től megváltozott a tornák rendszere. Challenger tornákat 2012-től rendeznek.
 Az egymás mellett azonos színnel jelölt tornatípusok között nincs teljes mértékű megfelelés.
|   | Dátum             | Torna                                         | Borítás. | Partner            | Ellenfelek a döntőben                | Eredmény a döntőben |
| 1 | 2007. május 7.    | ECM Prague Open, Prága                        | Salak    | Andrea Hlaváčková  | Csi Csunmej Szun Sengnan             | 7-6, 6-2            |
| 2 | 2012. április 28. | Grand Prix SAR La Princesse Lalla Meryem, Fez | Salak    | Alekszandra Panova | Irina-Camelia Begu Alexandra Cadanțu | 3–6, 7–6(5), [11–9] |

#### Elvesztett döntői (3)
|   | Dátum             | Torna                               | Borítás | Partner        | Ellenfelek a döntőben                              | Eredmény a döntőben |
| 1 | 2008. február 25. | Abierto Mexicano Telcel, Acapulco   | Salak   | Iveta Benešová | Nuria Llagostera Vives María José Martínez Sánchez | 2-6, 4-6            |
| 2 | 2008. július 27.  | Nordea Nordic Light Open, Stockholm | Kemény  | Lucie Šafářová | Iveta Benešová Barbora Záhlavová-Strýcová          | 5-7, 4-6            |
| 3 | 2014. március 2.  | Abierto Mexicano Telcel, Acapulco   | Kemény  | Iveta Melzer   | Kristina Mladenovic Galina Voszkobojeva            | 3–6, 6–2, [5–10]    |

## Eredményei Grand Slam-tornákon

### Egyéni
| Grand Slam | Australian Open | Australian Open    | Roland Garros  | Roland Garros      | Wimbledon      | Wimbledon        | US Open        | US Open          |
| Év         | Eredmény        | Utolsó ellenfél    | Eredmény       | Utolsó ellenfél    | Eredmény       | Utolsó ellenfél  | Eredmény       | Utolsó ellenfél  |
| 2006       | −               | −                  | Selejtező (Q2) | Selejtező (Q2)     | Selejtező (Q2) | Selejtező (Q2)   | Selejtező (Q2) | Selejtező (Q2)   |
| 2007       | −               | −                  | Selejtező (Q2) | Selejtező (Q2)     | Selejtező (Q3) | Selejtező (Q3)   | 2. kör         | J Gyementyjeva   |
| 2008       | 1. kör          | A Medina Garrigues | 4. kör         | Ana Ivanović       | 1. kör         | T Tanasugarn     | 1. kör         | Nicole Vaidišová |
| 2009       | 1. kör          | Marina Eraković    | 1. kör         | Jelena Janković    | 1. kör         | A Pavljucsenkova | Selejtező (Q1) | Selejtező (Q1)   |
| 2010       | −               | −                  | −              | −                  | −              | −                | Selejtező (Q2) | Selejtező (Q2)   |
| 2011       | Selejtező (Q1)  | Selejtező (Q1)     | Selejtező (Q3) | Selejtező (Q3)     | 4. kör         | Sabine Lisicki   | 2. kör         | Ana Ivanović     |
| 2012       | 2. kör          | Morita Ajumi       | 2. kör         | Mathilde Johansson | 2. kör         | Sloane Stephens  | −              | −                |
| 2013       | −               | −                  | 3. kör         | Roberta Vinci      | 3. kör         | Sloane Stephens  | 1. kör         | Sofia Arvidsson  |
| 2014       | −               | −                  | 1. kör         | Varvara Lepchenko  | 2. kör         | Alizé Cornet     | 2. kör         | Petra Kvitová    |
| 2015       | −               | −                  | 1. kör         | Doi Miszaki        | 1. kör         | Babos Tímea      | 3. kör         | Flavia Pennetta  |
| 2016       | 1. kör          | Sabine Lisicki     | Selejtező (Q1) | Selejtező (Q1)     | −              | −                | −              | −                |

## Év végi világranglista-helyezései
| Év     | 2001 | 2002 | 2003 | 2004 | 2005 | 2006 | 2007 | 2008 | 2009 | 2010 | 2011 | 2012 | 2013 | 2014 | 2015 | 2016 |
| Egyéni | 668. | 253. | 481. | 432. | 194. | 219. | 103. | 82.  | 149. | 142. | 31.  | 55.  | 132. | 59.  | 131. | 581. |
| Páros  | –    | 310. | 336. | 328. | 329. | 299. | 133. | 113. | 205. | 122. | 154. | 118. | 269. | 160. | 807. | –    |